# 下ノ江海岸
下ノ江海岸（したのえかいがん）は、大分県臼杵市下ノ江にある海岸。

## 概要
豊後水道に向かって東に伸びる佐賀関半島の南岸に位置し、臼杵湾に面するリアス式海岸。半島から突き出した岬に囲まれた入江（下ノ江湾）と、岬に沿った延長約4kmの海岸である。日豊海岸国定公園に指定されており、また、1962年（昭和37年）11月3日に選定された大分百景に選ばれている。
下ノ江湾内には造船所が立地し、カキや真珠の養殖が行われている。
岬の下ノ江湾外側の海岸は、交互に堆積した柔らかい砂層と硬い泥層が侵食され、小規模なケスタ地形が形成されている。
岬の付け根の台地には、臼杵市に隣接する大分市の施設である大分市立うすき少年自然の家がある。大分市内の小中学生などの研修に利用されており、海岸では、海水浴、釣り、カヌーなどが可能である。

## 交通
- JR九州日豊本線下ノ江駅から徒歩約10分